# Rudolf Grösch
Rudolf Grösch (* 8. Juli 1944 in Künzell, Kreis Fulda) ist ein deutscher Politiker (Bündnis 90/Die Grünen).

## Leben
Im Jahr 1950 begann Grösch die Volksschule in Künzell zu besuchen. 1954 wechselte er zur Rabanus-Maurus-Schule (humanistisches Gymnasium) in Fulda und legte im Jahr 1963 das Abitur ab. Von April 1963 bis Oktober 1964 war er Praktikant bei der Fa. Elektro-Bosch in Fulda. Zeitgleich begann er im Wintersemester 1963/1964 sein Studium der Elektrotechnik an der Technischen Hochschule Braunschweig. Drei Jahre später erfolgte im Wintersemester 1966/1967 ein Studienfachwechsel. Grösch nahm ein Studium der Soziologie als Hauptfach an der Johann-Wolfgang-Goethe-Universität in Frankfurt auf und legte im Februar 1974 die Diplomprüfung erfolgreich ab. Von August 1974 bis Dezember 1981 war er als Erwachsenenbildungsreferent im Internationalen Haus Sonnenberg in St. Andreasberg beschäftigt.
Seit 1974 ist er Mitglied der Gewerkschaft ÖTV. Er wurde 1978 Mitglied der Grünen Liste Umweltschutz und Mitglied der Partei DIE GRÜNEN zwei Jahre später (1980). Grösch wurde Mitglied im Bildungswerk Leben und Umwelt eV. (BLU).

## Öffentliche Ämter
Grösch wurde in der 10. Wahlperiode Mitglied des Niedersächsischen Landtages vom 21. Juni 1982 bis 5. Juni 1985. Er wurde stellvertretender Vorsitzender der Landtagsfraktion DIE GRÜNEN zwischen dem 21. Juni 1982 und dem 19. Juni 1983. Ferner war er Vorsitzender des Geschäftsordnungsausschusses vom 23. Juni 1982 bis zum 5. Juni 1985. Von 2006 bis 2011 war er Mitglied im Oldenburger Stadtrats mit den Schwerpunkten Umwelt- und Verkehrspolitik.